# La Boissière (Eure)
La Boissière è un comune francese di 272 abitanti situato nel dipartimento dell'Eure nella regione della Normandia.

## Società

### Evoluzione demografica
Abitanti censiti